# Raymond van der Schuit
Raymond van der Schuit (* 16. Januar 1995 in Rotterdam) ist ein niederländischer Eishockeyspieler, der seit 2023 erneut bei Hijs Hokij Den Haag in der belgisch-niederländischen BeNe League unter Vertrag steht.

## Karriere

### Klubs
Raymond van der Schuit begann seine Karriere im Nachwuchsbereich der Eindhoven Kemphanen, in deren zweiter Herren-Mannschaft – den  Eindhoven High Techs – er bereits als 15-Jähriger in der Eerste divisie, der zweithöchsten niederländischen Spielklasse spielte. Seit 2012 spielte er regelmäßig in der ersten Mannschaft der Kampfhähne in der Ehrendivision. Daneben wurde er 2013/14 im NIJA Talentteam, der Juniorennationalmannschaft, die damals in der Eerste divisie spielte, um dem niederländischen Nachwuchs Spielpraxis zu verschaffen, eingesetzt. 2015 wagte er den Sprung über den großen Teich und schloss sich den Palm Beach Hawks aus der USPHL an. Nach einem Jahr kehrte er in die Niederlande zurück, wo er für Hijs Hokij Den Haag in der belgisch-niederländischen BeNe League auf dem Eis stand. 2017 wurde er als bester niederländischer Nachwuchsspieler mit der Bennie-Tijnagel-Trofee ausgezeichnet. Mit den Hauptstädtern gewann er 2018 die BeNe League, die niederländische Meisterschaft und den Pokalwettbewerb. Zudem wurde er als bester niederländischer Scorer mit der Jack-de-Heer-Trofee ausgezeichnet. Im Januar 2020 wechselte er zu den Tilburg Trappers, mit denen er in der deutschen Oberliga Nord spielte, die das Team 2020 gewinnen konnte. 2023 kehrte er nach Den Haag zurück. Dort wurde er 2024 Pokalsieger.

### International
Für die Niederlande nahm van der Schuit an den Spielen der Division II der U18-Weltmeisterschaften 2012 und 2013, als er mit der besten Plus/Minus-Bilanz und als Torschützenkönig auch zum besten Spieler seiner Mannschaft gewählt wurde, sowie der U20-Weltmeisterschaften 2014, als er gemeinsam mit den Ungarn Vilmos Galló und Aron Konczei zweitbester Scorer des Turniers hinter dem Litauer Daniel Bogdziul war, und 2015, als er gemeinsam mit dem Briten Lewis Hook bester Vorbereiter des Turniers war, teil.
Sein Debüt in der Herren-Nationalmannschaft gab der Flügelstürmer beim Division-I-Turnier der 2017, als die Niederländer in die Division II absteigen mussten. Dort spielte er dann 2018 und stieg mit den Niederländern umgehend wieder in die Division I auf. Nachdem die Niederländer ohne van der Schuit wiederum abgestiegen waren, spielte er 2022 erneut in der Division II und wurde dort gemeinsam mit seinem Landsmann Nick Verschuren und dem Chinesen Parker Foo zweitbester Vorbereiter hinter dem Chinesen Spencer Foo. Zudem vertrat er seine Farben bei der Qualifikation für die Olympischen Winterspiele in Peking 2022.

## Erfolge und Auszeichnungen
- 2013 Aufstieg in die Division II, Gruppe A, bei der U18-Weltmeisterschaft der Division II, Gruppe B
- 2013 Torschützenkönig und beste Plus/Minus-Bilanz bei der U18-Weltmeisterschaft der Division II, Gruppe B
- 2015 Bester Vorbereiter bei der U20-Weltmeisterschaft der Division II, Gruppe A
- 2017 Bennie-Tijnagel-Trofee als bester niederländischer Nachwuchsspieler
- 2018 Aufstieg in die Division I, Gruppe B, bei der Weltmeisterschaft der Division II, Gruppe A
- 2018 Gewinn der BeNe League, niederländischer Meister und Pokalsieger mit Hijs Hokij Den Haag
- 2018 Jack-de-Heer-Trofee als niederländischer Topscorer
- 2020 Gewinn der Hauptrunde der Oberliga Nord mit den Tilburg Trappers
- 2022 Aufstieg in die Division I, Gruppe B, bei der Weltmeisterschaft der Division II, Gruppe A
- 2024 Niederländischer Pokalsieger mit Hijs Hokij Den Haag